# 국경의 남쪽
《국경의 남쪽》은 2006년에 개봉한 대한민국의 멜로 영화인데 드라마 연출자 출신 안판석 PD의 스크린 진출작으로 무려 70억여원의 제작비를 쏟아붓는 등 많은 관심을 모았으나 미션 임파서블 3에 완패하면서 전국 30만여 명이라는 초라한 성적표를 받는 데 그쳤다.
이런 충격 탓인지 차승원 (김선호 역)은 안판석 감독의 드라마 연출작 중 하나였던 MBC 하얀거탑 캐스팅 제의를 받았지만 결국 고사했다.

## 캐스팅
- 차승원 : 김선호 역
- 조이진 : 이연화 역
- 심혜진 : 서경주 역
- 송재호 : 선호 부 역
- 원미원 : 선호 모 역
- 유해진 : 선호의 매부 역
- 이아현 : 선애 역
- 박혁권 : 연화담당 형사 역
- 이민호 : 리포터 역
- 전헌태 : 선호담당 형사 역
- 구본임 : 중국집 주인 역
- 김추월 : 민박집 아줌마 역
- 박진수 : 10호 초소 초병 역
- 이민웅 : 하나원 전경 1 역
- 정민성 : 단원 1 역
- 양지웅 : 운전수 역
- 김상호 : 취객 역 (특별출연)
- 이태곤 : 방송국 PD 역 (특별출연)
- 손범수 : 아나운서 역 (특별출연)
- 진양혜 : 아나운서 역 (특별출연)

## 수상
- 2007년 제44회 대종상
  - 여우조연상 - 심혜진
  - 신인여우상 - 조이진